# Лятіфе
Лятіфе (у пер. з кримськотарської — жарт) — кримськотатарські народні прозаїчні розповіді короткого змісту повчально-жартівливого характеру. Виникли за середньовіччя, містять низку етнографічних свідчень, відображають тогочасні, переважно побутові, інколи суспільно-політичні, явища. Чимало їхніх сюжетів запозичено з фольклорних традицій, що відомі в країнах Сходу за циклом повістей про Ходжу Насреддіна. Головний герой багатьох Л. — житель Криму Ахмет Акай (дядько Ахмед). Серія Л. становить собою характеристичні оповіді (з елементами крутійства чи зі щирим висміюванням негативів побутової поведінки) про жителів поселення Озенбаш (Біюк-Узенбаш; нині с. Щасливе Бахчисарайського району АР Крим). Багато записів Л. було видрукувано за радянського часу. Однак більшість розміщених у цих виданнях текстів через їхню специфічну літературну обробку спотворено передають зміст оригінальних (розповідних) Л. Згідно з даними дослідницьких спостережень 1990-х рр., після повернення частини кримських татар до Криму (див. Депортація кримсько-татарського народу 1944) їхні представники старшого покоління в розмовах інколи послуговувалися традиційними Л. побутового змісту.